# Ałłach-Juń
Ałłach-Juń (ros. Аллах-Юнь) – rzeka w Rosji, w Jakucji; prawy dopływ Ałdanu. Długość 586 km; powierzchnia dorzecza 24 200 km²; średni roczny przepływ przy ujściu 169 m³/s.
Źródła w górach Suntar-Chajata; płynie w wąskiej i głębokiej dolinie w kierunku południowo-zachodnim przez Wyżynę Judomsko-Majską, następnie w kierunku zachodnim przez obszary nizinne; żeglowna w dolnym biegu. W dorzeczu złoża złota.
Zamarza od października do maja; zasilanie deszczowo-śniegowe.
W biegu rzeki powstało niebezpieczny fragment, nazywany Czortow Ułow (Czarci wzgl. Diabelski Połów), gdzie istnienie wirów wodnych powodowały utonięcie ludzi przepływających łodziami.